# Christmas with Friends
Christmas with Friends è il terzo album in studio del cantante svedese Måns Zelmerlöw, pubblicato nel 2010. Si tratta di un disco natalizio.

## Tracce
1. Jag drömmer om en jul hemma
2. Christmas Song
3. I Pray on Christmas (con Björn Skifs)
4. December
5. Oh, Come All Ye Faithful (Adeste Fideles)
6. All I Want for Christmas Is You
7. Tomten, jag vill ha en riktig jul
8. The Angel Gabriel (con Lunds studentsångare)
9. Winter Wonderland
10. Christmas (Baby Please Come Home)
11. Vit som snö (con Pernilla Andersson)